# Liste der Gerichte im Großherzogtum Sachsen-Weimar-Eisenach
Dieser Artikel beschreibt die Gerichtsorganisation im Großherzogtum Sachsen-Weimar-Eisenach.

## Bis 1850
Eingangsgerichte waren die großherzoglichen Ämter, die Patrimonialämter, die Stadtgerichte, die Stadträte und die Patrimonialgerichte.
An Ämtern bestanden:
| Kreis                                    | Gericht                                                                                 | Sitz                 | Anmerkungen                                                                       |
| ---------------------------------------- | --------------------------------------------------------------------------------------- | -------------------- | --------------------------------------------------------------------------------- |
| Weimar-Jenascher und Neustädischer Kreis | Amt Allstedt                                                                            | Allstedt             |                                                                                   |
| Weimar-Jenascher und Neustädischer Kreis | Amt Berka                                                                               | Berka                | Berka mit Tondorf                                                                 |
| Weimar-Jenascher und Neustädischer Kreis | Amt Blankenhain                                                                         | Blankenhain          |                                                                                   |
| Weimar-Jenascher und Neustädischer Kreis | Amt Bürgel                                                                              | Thalbürgel           | Bürgel mit Tautenburg zu Thalbürger                                               |
| Weimar-Jenascher und Neustädischer Kreis | Amt Buttstädt                                                                           | Buttstädt            | Bis 1817 war das Amt Hardisleben noch selbstständig                               |
| Weimar-Jenascher und Neustädischer Kreis | Amt Großrudestedt                                                                       | Großrudestedt        |                                                                                   |
| Weimar-Jenascher und Neustädischer Kreis | Amt Ilmenau                                                                             | Ilmenau              |                                                                                   |
| Weimar-Jenascher und Neustädischer Kreis | Amt Jena                                                                                | Jena                 |                                                                                   |
| Weimar-Jenascher und Neustädischer Kreis | Amt Neustadt an der Orla                                                                | Neustadt an der Orla |                                                                                   |
| Weimar-Jenascher und Neustädischer Kreis | Amt Oldisleben                                                                          | Oldisleben           |                                                                                   |
| Weimar-Jenascher und Neustädischer Kreis | Amt Roßla                                                                               | Roßla                | Bis 1818 war das Amt Heusdorf noch selbstständig                                  |
| Weimar-Jenascher und Neustädischer Kreis | Amt Vieselbach                                                                          | Vieselbach           |                                                                                   |
| Weimar-Jenascher und Neustädischer Kreis | Amt Weida                                                                               | Weida                | Weida mit Mildenfurth zu Weida                                                    |
| Weimar-Jenascher und Neustädischer Kreis | Amt Weimar                                                                              | Weimar               |                                                                                   |
| Eisenachscher Kreis                      | Amt Krayenberg                                                                          | Tiefenort            | Crayenberg mit Frauensee zu Tiefenort                                             |
| Eisenachscher Kreis                      | Amt Creuzburg                                                                           | Creuzburg            |                                                                                   |
| Eisenachscher Kreis                      | Amt Dermbach                                                                            | Dermbach             |                                                                                   |
| Eisenachscher Kreis                      | Amt Eisenach                                                                            | Eisenach             |                                                                                   |
| Eisenachscher Kreis                      | Amt Geisa                                                                               | Geisa                |                                                                                   |
| Eisenachscher Kreis                      | Amt Gerstungen                                                                          | Gerstungen           | Gerstungen mit Hausbreitbach                                                      |
| Eisenachscher Kreis                      | Amt Kaltennordheim                                                                      | Kaltennordheim       |                                                                                   |
| Eisenachscher Kreis                      | Amt Lichtenberg                                                                         | Ostheim vor der Rhön | Lichtenberg zu Ostheim                                                            |
| Eisenachscher Kreis                      | Amt Vacha                                                                               | Vacha                |                                                                                   |
|                                          | Großherzoglich Freiherrliche von Boyneburg und von Müllersches Patrimonialamt Lengsfeld | Lengsfeld            |                                                                                   |
|                                          | Großherzoglich und Landgräflich Hessisches Patrimonialamt Völkershausen                 | Völkershausen        | Im Jahre 1843 gingen Gut und Gerichtsbarkeit an den großherzoglichen Fiskus über. |

Daneben bestanden das Amt Dornburg und die Herrschaft Farnroda.
Es bestanden folgende Stadtgerichte:
- Stadtgericht Jena in Jena
- Stadtgericht Ilmenau in Ilmenau
- Stadtgericht Weimar in Weimar
- Stadtgerichtskommissariat Sulza in Sulza
- Stadtgericht Eisenach in Eisenach

In folgenden Städten hatten die Stadträte Gerichtsfunktion: Blankenhain, Dornburg, Lobeda, Magdala, Neustadt an der Orla, Rastenberg, Triptis und Weida.
Die Ämter, Stadtgerichte und Stadträte waren in zivilrechtlichen Angelegenheiten Eingangsgericht und für die freiwillige Gerichtsbarkeit zuständig. In Strafsachen hatten sie Kompetenzen bei kleineren Vergehen.
Daneben bestanden eine Vielzahl an Patrimonialgerichten. Die Kompetenzen der Patrimonialgerichte entsprachen denen der Ämter. Die Patrimonialgerichte Knau, Martinroda und Oppurg verfügten darüber hinaus über die Aufgaben eines Kriminalgerichts.
| Gericht                                                                  | Sitz                  | Kreis                                    | Anmerkungen |
| ------------------------------------------------------------------------ | --------------------- | ---------------------------------------- | ----------- |
| Meyersches Zaun- und Pfahlgericht Allstedt                               | Allstedt              | Weimar-Jenascher und Neustädischer Kreis |             |
| Von Wahlsches Erbgericht Allstedt                                        | Allstedt              | Weimar-Jenascher und Neustädischer Kreis |             |
| Patrimonialgericht Alperstedt                                            | Alperstedt            | Weimar-Jenascher und Neustädischer Kreis |             |
| Dotalgericht der Akademie Apolda                                         | Apolda                | Weimar-Jenascher und Neustädischer Kreis |             |
| Patrimonialgericht Borgern                                               | Borgern               | Weimar-Jenascher und Neustädischer Kreis |             |
| Patrimonialgericht Bösleben                                              | Bösleben              | Weimar-Jenascher und Neustädischer Kreis |             |
| Patrimonialgericht Buttelstedt                                           | Buttelstedt           | Weimar-Jenascher und Neustädischer Kreis |             |
| Patrimonialgericht Braunsdorf                                            | Braunsdorf            | Weimar-Jenascher und Neustädischer Kreis |             |
| Patrimonialgericht Burkersdorf                                           | Burkersdorf           | Weimar-Jenascher und Neustädischer Kreis |             |
| Patrimonialgericht Cospeda                                               | Cospeda               | Weimar-Jenascher und Neustädischer Kreis |             |
| Patrimonialgericht Clodra                                                | Clodra                | Weimar-Jenascher und Neustädischer Kreis |             |
| Patrimonialgericht Crimla                                                | Crimla                | Weimar-Jenascher und Neustädischer Kreis |             |
| Patrimonialgericht Culmitzsch                                            | Culmitzsch            | Weimar-Jenascher und Neustädischer Kreis |             |
| Patrimonialgericht Denstedt                                              | Denstedt              | Weimar-Jenascher und Neustädischer Kreis |             |
| Patrimonialgericht Döhlen                                                | Döhlen                | Weimar-Jenascher und Neustädischer Kreis |             |
| Patrimonialgericht Dreitzsch                                             | Dreitzsch             | Weimar-Jenascher und Neustädischer Kreis |             |
| Patrimonialgericht Ehringsdorf                                           | Ehringsdorf           | Weimar-Jenascher und Neustädischer Kreis |             |
| Patrimonialgericht Eckstedt                                              | Eckstedt              | Weimar-Jenascher und Neustädischer Kreis |             |
| Patrimonialgericht Endschütz                                             | Endschütz             | Weimar-Jenascher und Neustädischer Kreis |             |
| Patrimonialgericht Flurstedt                                             | Flurstedt             | Weimar-Jenascher und Neustädischer Kreis |             |
| Patrimonialgericht Friesnitz                                             | Friesnitz             | Weimar-Jenascher und Neustädischer Kreis |             |
| Patrimonialgericht Geroda                                                | Geroda                | Weimar-Jenascher und Neustädischer Kreis |             |
| Patrimonialgericht Grobengereuth                                         | Grobengereuth         | Weimar-Jenascher und Neustädischer Kreis |             |
| Patrimonialgericht Großneuhausen                                         | Großneuhausen         | Weimar-Jenascher und Neustädischer Kreis |             |
| Patrimonialgericht Gütterlitz                                            | Gütterlitz            | Weimar-Jenascher und Neustädischer Kreis |             |
| Patrimonialgericht Graitschen                                            | Graitschen            | Weimar-Jenascher und Neustädischer Kreis |             |
| Gurkhardsches Gericht Guthmannshausen                                    | Guthmannshausen       | Weimar-Jenascher und Neustädischer Kreis |             |
| Budecussisches Zaun- und Pfahlgericht Guthmannshausen                    | Guthmannshausen       | Weimar-Jenascher und Neustädischer Kreis |             |
| Schotte‘sches Zaun- und Pfahlgericht Guthmannshausen                     | Guthmannshausen       | Weimar-Jenascher und Neustädischer Kreis |             |
| Patrimonialgericht Hayn                                                  | Hayn                  | Weimar-Jenascher und Neustädischer Kreis |             |
| Patrimonialgericht Hohenölsen                                            | Hohenölsen            | Weimar-Jenascher und Neustädischer Kreis |             |
| Patrimonialgericht Isseroda                                              | Isseroda              | Weimar-Jenascher und Neustädischer Kreis |             |
| Patrimonialgericht Kalbsrieth                                            | Kalbsrieth            | Weimar-Jenascher und Neustädischer Kreis |             |
| Patrimonialgericht Knau                                                  | Knau                  | Weimar-Jenascher und Neustädischer Kreis |             |
| Patrimonialgericht Kotschau                                              | Kotschau              | Weimar-Jenascher und Neustädischer Kreis |             |
| Patrimonialgericht Kranichborn                                           | Kranichborn           | Weimar-Jenascher und Neustädischer Kreis |             |
| Patrimonialgericht Leutenthal                                            | Leutenthal            | Weimar-Jenascher und Neustädischer Kreis |             |
| Patrimonialgericht Haus Lobeda                                           | Lobeda                | Weimar-Jenascher und Neustädischer Kreis |             |
| Patrimonialgericht Laßlau                                                | Laßlau                | Weimar-Jenascher und Neustädischer Kreis |             |
| Patrimonialgericht Laußnitz oberer Teil                                  | Laußnitz              | Weimar-Jenascher und Neustädischer Kreis |             |
| Patrimonialgericht Laußnitz unterer Teil                                 | Laußnitz              | Weimar-Jenascher und Neustädischer Kreis |             |
| Patrimonialgericht Lemnitz                                               | Lemnitz               | Weimar-Jenascher und Neustädischer Kreis |             |
| Patrimonialgericht Leubsdorf oberer Teil                                 | Leubsdorf             | Weimar-Jenascher und Neustädischer Kreis |             |
| Patrimonialgericht Leubsdorf unterer Teil                                | Leubsdorf             | Weimar-Jenascher und Neustädischer Kreis |             |
| Patrimonialgericht Läwitz                                                | Läwitz                | Weimar-Jenascher und Neustädischer Kreis |             |
| Patrimonialgericht Liebsdorf                                             | Liebsdorf             | Weimar-Jenascher und Neustädischer Kreis |             |
| Patrimonialgericht Lindenkreuz                                           | Lindenkreuz           | Weimar-Jenascher und Neustädischer Kreis |             |
| Patrimonialgericht Markvippach                                           | Markvippach           | Weimar-Jenascher und Neustädischer Kreis |             |
| Patrimonialgericht Martinroda                                            | Martinroda            | Weimar-Jenascher und Neustädischer Kreis |             |
| Patrimonialgericht Markersdorf                                           | Markersdorf           | Weimar-Jenascher und Neustädischer Kreis |             |
| Patrimonialgericht Mechelroda                                            | Mechelroda            | Weimar-Jenascher und Neustädischer Kreis |             |
| Patrimonialgericht Meilitz                                               | Meilitz               | Weimar-Jenascher und Neustädischer Kreis |             |
| Patrimonialgericht Miesitz                                               | Miesitz               | Weimar-Jenascher und Neustädischer Kreis |             |
| Patrimonialgericht Grauenhorst’sches Zaun- und Pfahlgericht Mittelhausen | Mittelhausen          | Weimar-Jenascher und Neustädischer Kreis |             |
| Heroldsches Erbgericht Mittelhausen                                      | Mittelhausen          | Weimar-Jenascher und Neustädischer Kreis |             |
| Von Schlegel’sches Zaun- und Pfahlgericht Mittelhausen                   | Mittelhausen          | Weimar-Jenascher und Neustädischer Kreis |             |
| Patrimonialgericht Mittelpöllnitz                                        | Mittelpöllnitz        | Weimar-Jenascher und Neustädischer Kreis |             |
| Patrimonialgericht Moderwitz                                             | Moderwitz             | Weimar-Jenascher und Neustädischer Kreis |             |
| Patrimonialgericht Molbitz                                               | Molbitz               | Weimar-Jenascher und Neustädischer Kreis |             |
| Patrimonialgericht Moßbach 1sten, 3ten und 4ten Teils                    | Moßbach               | Weimar-Jenascher und Neustädischer Kreis |             |
| Patrimonialgericht Moßbach 2 Teils                                       | Moßbach               | Weimar-Jenascher und Neustädischer Kreis |             |
| Patrimonialgericht München                                               | München               | Weimar-Jenascher und Neustädischer Kreis |             |
| Patrimonialgericht Münchenbernsdorf                                      | Münchenbernsdorf      | Weimar-Jenascher und Neustädischer Kreis |             |
| Pfarrgericht Neuhofen                                                    | Neuhofen              | Weimar-Jenascher und Neustädischer Kreis |             |
| Patrimonialgericht Neumühl                                               | Neumühl               | Weimar-Jenascher und Neustädischer Kreis |             |
| Patrimonialgericht Niedersynderstedt                                     | Niedersynderstedt     | Weimar-Jenascher und Neustädischer Kreis |             |
| Patrimonialgericht Niedertrebra                                          | Niedertrebra          | Weimar-Jenascher und Neustädischer Kreis |             |
| Patrimonialgericht Nirmsdorf                                             | Nirmsdorf             | Weimar-Jenascher und Neustädischer Kreis |             |
| Patrimonialgericht Nimritz                                               | Nimritz               | Weimar-Jenascher und Neustädischer Kreis |             |
| Patrimonialgericht Nöda                                                  | Nöda                  | Weimar-Jenascher und Neustädischer Kreis |             |
| Patrimonialgericht Obereisen                                             | Obereisen             | Weimar-Jenascher und Neustädischer Kreis |             |
| Patrimonialgericht Oberpöllnitz                                          | Oberpöllnitz          | Weimar-Jenascher und Neustädischer Kreis |             |
| Patrimonialgericht Oppurg                                                | Oppurg                | Weimar-Jenascher und Neustädischer Kreis |             |
| Patrimonialgericht Oßmannstedt                                           | Oßmannstedt           | Weimar-Jenascher und Neustädischer Kreis |             |
| Patrimonialgericht Pösen                                                 | Pösen                 | Weimar-Jenascher und Neustädischer Kreis |             |
| Patrimonialgericht Porstendorf                                           | Porstendorf           | Weimar-Jenascher und Neustädischer Kreis |             |
| Dotalgericht der Akademie Jena Stadt-Remba                               | Stadt-Remba           | Weimar-Jenascher und Neustädischer Kreis |             |
| Patrimonialgericht Remderoda                                             | Remderoda             | Weimar-Jenascher und Neustädischer Kreis |             |
| Patrimonialgericht Renthendorf                                           | Renthendorf           | Weimar-Jenascher und Neustädischer Kreis |             |
| Patrimonialgericht Rüßdorf                                               | Rüßdorf               | Weimar-Jenascher und Neustädischer Kreis |             |
| Patrimonialgericht Rohrbach                                              | Rohrbach              | Weimar-Jenascher und Neustädischer Kreis |             |
| Patrimonialgericht Saalborn                                              | Saalborn              | Weimar-Jenascher und Neustädischer Kreis |             |
| Patrimonialgericht Schönborn                                             | Schönborn             | Weimar-Jenascher und Neustädischer Kreis |             |
| Patrimonialgericht Schwarzbach                                           | Schwarzbach           | Weimar-Jenascher und Neustädischer Kreis |             |
| Patrimonialgericht Schwabsdorf                                           | Schwabsdorf           | Weimar-Jenascher und Neustädischer Kreis |             |
| Patrimonialgericht Schloßberga                                           | Schloßberga           | Weimar-Jenascher und Neustädischer Kreis |             |
| Patrimonialgericht Schwerstedt                                           | Schwerstedt           | Weimar-Jenascher und Neustädischer Kreis |             |
| Patrimonialgericht Stadtberga                                            | Stadtberga            | Weimar-Jenascher und Neustädischer Kreis |             |
| Patrimonialgericht Staitz                                                | Staitz                | Weimar-Jenascher und Neustädischer Kreis |             |
| Patrimonialgericht Steinsdorf                                            | Steinsdorf            | Weimar-Jenascher und Neustädischer Kreis |             |
| Patrimonialgericht Stebten                                               | Stebten               | Weimar-Jenascher und Neustädischer Kreis |             |
| Patrimonialgericht Sorna                                                 | Sorna                 | Weimar-Jenascher und Neustädischer Kreis |             |
| Patrimonialgericht Tännich                                               | Tännich               | Weimar-Jenascher und Neustädischer Kreis |             |
| Patrimonialgericht Tromlitz                                              | Tromlitz              | Weimar-Jenascher und Neustädischer Kreis |             |
| Patrimonialgericht Tausa                                                 | Tausa                 | Weimar-Jenascher und Neustädischer Kreis |             |
| Rittergutsgericht Teichwolframsdorf                                      | Teichwolframsdorf     | Weimar-Jenascher und Neustädischer Kreis |             |
| Pfarrgericht Teichwolframsdorf                                           | Teichwolframsdorf     | Weimar-Jenascher und Neustädischer Kreis |             |
| Patrimonialgericht Thränitz                                              | Thränitz              | Weimar-Jenascher und Neustädischer Kreis |             |
| Patrimonialgericht Uhlersdorf                                            | Uhlersdorf            | Weimar-Jenascher und Neustädischer Kreis |             |
| Patrimonialgericht Ulrichshalben                                         | Ulrichshalben         | Weimar-Jenascher und Neustädischer Kreis |             |
| Patrimonialgericht Volkmannsdorf                                         | Volkmannsdorf         | Weimar-Jenascher und Neustädischer Kreis |             |
| Patrimonialgericht Wenigenauma                                           | Wenigenauma           | Weimar-Jenascher und Neustädischer Kreis |             |
| Patrimonialgericht Wöllnitz                                              | Wöllnitz              | Weimar-Jenascher und Neustädischer Kreis |             |
| Patrimonialgericht Wallichen                                             | Wallichen             | Weimar-Jenascher und Neustädischer Kreis |             |
| Patrimonialgericht Waltersdorf                                           | Waltersdorf           | Weimar-Jenascher und Neustädischer Kreis |             |
| Patrimonialgericht Wetzdorf                                              | Wetzdorf              | Weimar-Jenascher und Neustädischer Kreis |             |
| Patrimonialgericht Wöhlsdorf                                             | Wöhlsdorf             | Weimar-Jenascher und Neustädischer Kreis |             |
| Patrimonialgericht Wolfersdorf                                           | Wolfersdorf           | Weimar-Jenascher und Neustädischer Kreis |             |
| Meyersches Zaun- und Pfahlgericht Wolferstedt                            | Wolferstedt           | Weimar-Jenascher und Neustädischer Kreis |             |
| Von Trebra‘sches Zaun- und Pfahlgericht Wolferstedt                      | Wolferstedt           | Weimar-Jenascher und Neustädischer Kreis |             |
| Patrimonialgericht Zabelsdorf                                            | Zabelsdorf            | Weimar-Jenascher und Neustädischer Kreis |             |
| Patrimonialgericht Berka vor dem Hainich                                 | Berka vor dem Hainich | Eisenacher Kreis                         |             |
| Patrimonialgericht Berteroda                                             | Berteroda             | Eisenacher Kreis                         |             |
| Patrimonialgericht Bischofroda                                           | Bischofroda           | Eisenacher Kreis                         |             |
| Patrimonialgericht Hötzelsroda                                           | Hötzelsroda           | Eisenacher Kreis                         |             |
| Patrimonialgericht Lengröden                                             | Lengröden             | Eisenacher Kreis                         |             |
| Patrimonialgericht Nadlungen                                             | Nadlungen             | Eisenacher Kreis                         |             |
| Patrimonialgericht Hötzelsroda                                           | Hötzelsroda           | Eisenacher Kreis                         |             |
| Patrimonialgericht Lauchröden                                            | Lauchröden            | Eisenacher Kreis                         |             |
| Eichelsches Zaun- und Pfahlgericht Metschrieden                          | Metschrieden          | Eisenacher Kreis                         |             |
| Patrimonialgericht Neuenhof                                              | Neuenhof              | Eisenacher Kreis                         |             |
| Patrimonialgericht Stedtfeld                                             | Stedtfeld             | Eisenacher Kreis                         |             |
| Patrimonialgericht Spichra                                               | Spichra               | Eisenacher Kreis                         |             |
| Patrimonialgericht Wartha                                                | Wartha                | Eisenacher Kreis                         |             |
| Patrimonialgericht Wenigenlupnitz                                        | Wenigenlupnitz        | Eisenacher Kreis                         |             |
| Patrimonialgericht Wenigentaft                                           | Wenigentaft           | Eisenacher Kreis                         |             |
| Patrimonialgericht Aschenhausen                                          | Aschenhausen          | Eisenacher Kreis                         |             |
| Patrimonialgericht Frankenheim                                           | Frankenheim           | Eisenacher Kreis                         |             |

Für Strafsachen waren die vier großherzoglichen Kriminalgerichte zuständig. Dies waren Kriminalgericht Weimar, Kriminalgericht Weida, Kriminalgericht Eisenach und Kriminalgericht Dermbach.
Für Kirchen- und Schulsachen waren die beiden großherzoglichen Konsistorien in Weimar und Eisenach zuständig.
Daneben bestanden folgende Gerichte: Die Oberforstämter in Eisenach, Jena, Weimar und Zillbach wirkten als Forstgerichte. Das akademische Syndikatsgericht und das Universitätsamt der Universität Jena waren Universitätsgerichte. Auch das Landschaftkollegium hatte richterliche Aufgaben. Militärgerichte bestanden in der Form von Kompanie-, Bataillons- und Kriegsgerichten sowie als Garnisonsgerichte in Weimar und Eisenach.
Gerichte der zweiten Instanz waren die großherzoglichen Landesregierungen in Weimar und in Eisenach. Für bestimmte Angelegenheiten (z. B. Ehesachen) und Personen (privilegierter Gerichtsstand) waren die Landesregierungen Eingangsinstanz. Revisionen wurden beim Schöppenstuhl an der Universität Jena behandelt. Faktisch war das Aktenversendung, da die Universität Jena aber Landesuniversität war, hatte dieser den Charakter eines landeseigenen Gerichtes.
Oberstes Gericht war das gemeinsame Oberappellationsgericht Jena.

## 1850
Im Zuge der 1850 im Großherzogtum Sachsen-Weimar-Eisenach erfolgten Trennung der Rechtsprechung von der Verwaltung und der zeitgleichen Aufhebung der Patrimonialgerichtsbarkeit wurden Justizämter und Stadtgerichte als Eingangsgerichte geschaffen.
Danach wurden folgende Justizämter und Stadtgerichte geschaffen:
| Kreis                      | Kreisgericht               | Gericht                         | Sitz                 | Anmerkungen |
| -------------------------- | -------------------------- | ------------------------------- | -------------------- | ----------- |
| Weimar-Neustädischer Kreis | Kreisgericht Sondershausen | Justizamt Allstedt              | Allstedt             |             |
| Weimar-Neustädischer Kreis | Kreisgericht Weida         | Justizamt Auma                  | Auma                 |             |
| Weimar-Neustädischer Kreis | Kreisgericht Weida         | Justizamt Berga                 | Berga/Elster         |             |
| Weimar-Neustädischer Kreis | Kreisgericht Weimar        | Justizamt Berka an der Ilm      | Berka                |             |
| Weimar-Neustädischer Kreis | Kreisgericht Weimar        | Justizamt Blankenhain           | Blankenhain          |             |
| Weimar-Neustädischer Kreis | Kreisgericht Weimar        | Justizamt Bürgel mit Tautenburg | Thalbürgel           |             |
| Weimar-Neustädischer Kreis | Kreisgericht Weimar        | Justizamt Buttstädt             | Buttstädt            |             |
| Weimar-Neustädischer Kreis | Kreisgericht Weimar        | Justizamt Dornburg              | Dornburg             |             |
| Weimar-Neustädischer Kreis | Kreisgericht Weimar        | Justizamt Großrudestedt         | Großrudestedt        |             |
| Weimar-Neustädischer Kreis | Kreisgericht Arnstadt      | Justizamt Ilmenau               | Ilmenau              |             |
| Weimar-Neustädischer Kreis | Kreisgericht Weimar        | Justizamt Jena                  | Jena                 |             |
| Weimar-Neustädischer Kreis | Kreisgericht Weida         | Justizamt Neustadt              | Neustadt an der Orla |             |
| Weimar-Neustädischer Kreis | Kreisgericht Weimar        | Justizamt Roßla mit Apolda      | Roßla                |             |
| Weimar-Neustädischer Kreis | Kreisgericht Weimar        | Justizamt Vieselbach            | Vieselbach           |             |
| Weimar-Neustädischer Kreis | Kreisgericht Weimar        | Justizamt Weimar                | Weimar               |             |
| Weimar-Neustädischer Kreis | Kreisgericht Weida         | Justizamt Weida                 | Weida                |             |
| Eisenachscher Kreis        | Kreisgericht Eisenach      | Justizamt Krayenberg            | Tiefenort            |             |
| Eisenachscher Kreis        | Kreisgericht Eisenach      | Justizamt Creuzburg             | Creuzburg            |             |
| Eisenachscher Kreis        | Kreisgericht Eisenach      | Justizamt Dermbach              | Dermbach             |             |
| Eisenachscher Kreis        | Kreisgericht Eisenach      | Justizamt Eisenach              | Eisenach             |             |
| Eisenachscher Kreis        | Kreisgericht Eisenach      | Justizamt Geisa                 | Geisa                |             |
| Eisenachscher Kreis        | Kreisgericht Eisenach      | Justizamt Gerstungen            | Gerstungen           |             |
| Eisenachscher Kreis        | Kreisgericht Eisenach      | Justizamt Kaltennordheim        | Kaltennordheim       |             |
| Eisenachscher Kreis        | Kreisgericht Eisenach      | Justizamt Lengsfeld             | Lengsfeld            |             |
| Eisenachscher Kreis        | Kreisgericht Eisenach      | Justizamt Lichtenberg           | Ostheim vor der Rhön |             |
| Eisenachscher Kreis        | Kreisgericht Eisenach      | Justizamt Vacha                 | Vacha                |             |
| Eisenachscher Kreis        | Kreisgericht Eisenach      | Stadtgericht Eisenach           | Eisenach             |             |

Als Gerichte zweiter Instanz dienten Kreisgerichte. Für jeden der Kreise wurde ein Kreisgericht eingerichtet, also das Kreisgericht Weimar, das Kreisgericht Eisenach, das Kreisgericht Weida, das Kreisgericht Sondershausen und das gemeinsame Kreisgericht Arnstadt. Obergericht war das neu geschaffenen gemeinsame Appellationsgericht Eisenach, oberstes Gericht blieb das gemeinsame Oberappellationsgericht Jena.
Für Strafsachen wurden Geschworenengerichte eingerichtet. An besonderen Gerichten blieben nur die Militärgerichte und das Universitätsgericht.

## 1879
Mit Inkrafttreten des Gerichtsverfassungsgesetzes am 1. Oktober 1879 wurde die Justizämter in Amtsgerichte umgewandelt und diese gleichzeitig dem neu errichteten Landgericht Eisenach, Landgericht Weimar und dem gemeinsamen Landgericht Gera zugeordnet. Dabei wurden die Gerichtsbezirke per Ministerial-Bekanntmachung festgelegt.
| Landgericht          | Gericht                          | Sitz                 | Anmerkungen |
| -------------------- | -------------------------------- | -------------------- | ----------- |
| Landgericht Eisenach | Amtsgericht Eisenach             | Eisenach             |             |
| Landgericht Eisenach | Amtsgericht Geisa                | Geisa                |             |
| Landgericht Eisenach | Amtsgericht Gerstungen           | Gerstungen           |             |
| Landgericht Eisenach | Amtsgericht Ilmenau              | Ilmenau              |             |
| Landgericht Eisenach | Amtsgericht Kaltennordheim       | Kaltennordheim       |             |
| Landgericht Eisenach | (Stadt-)lengsfeld                | (Stadt-)lengsfeld    |             |
| Landgericht Eisenach | Amtsgericht Ostheim vor der Rhön | Ostheim vor der Rhön |             |
| Landgericht Eisenach | Amtsgericht Vacha                | Vacha                |             |
| Landgericht Gera     | Amtsgericht Vacha                | Vacha                |             |
| Landgericht Gera     | Amtsgericht Neustadt an der Orla | Neustadt an der Orla |             |
| Landgericht Gera     | Amtsgericht Weida                | Weida                |             |
| Landgericht Weimar   | Amtsgericht Allstedt             | Allstedt             |             |
| Landgericht Weimar   | Amtsgericht Apolda               | Apolda               |             |
| Landgericht Weimar   | Amtsgericht Blankenhain          | Blankenhain          |             |
| Landgericht Weimar   | Amtsgericht Buttstädt            | Buttstädt            |             |
| Landgericht Weimar   | Amtsgericht Großrudestedt        | Großrudestedt        |             |
| Landgericht Weimar   | Amtsgericht Jena                 | Jena                 |             |
| Landgericht Weimar   | Amtsgericht Vieselbach           | Vieselbach           |             |
| Landgericht Weimar   | Amtsgericht Weimar               | Weimar               |             |

Aufgrund eines Staatsvertrages von 1910 wurde dann 1912 in Jena ein gemeinsames Oberverwaltungsgericht (OVG) für Sachsen-Weimar, Sachsen-Altenburg, Sachsen-Coburg-Gotha, Schwarzburg-Sondershausen und Schwarzburg-Rudolstadt eingerichtet. Das OVG Jena wurde später zum Thüringer Oberverwaltungsgericht.